# Klaus Dinger
Klaus Dinger (Scherfede, 24 marzo 1946 – Düsseldorf, 21 marzo 2008) è stato un batterista tedesco.
È noto per le sue partecipazioni in gruppi musicali krautrock come i Kraftwerk e i Neu!, questi ultimi fondati da lui stesso assieme al chitarrista Michael Rother nel 1971.

## Biografia
L'esordio di Dinger nel mondo musicale avvenne nel 1970 come batterista dei Kraftwerk, con i quali registrò il loro album d'esordio. Successivamente, a causa dell'abbandono della band da parte di Ralf Hütter, fu assunto come suo sostituto il chitarrista Michael Rother, che decise, al rientro di Hütter, di abbandonare i Kraftwerk con Dinger per creare un nuovo gruppo, i Neu!.
Con i Neu! Dinger registrò tre album (intitolati Neu!, Neu! 2 e Neu! '75) tra il 1972 e il 1975, anno dello scioglimento del gruppo.
Subito dopo lo scioglimento dei Neu!, nel 1976, Dinger fondò un nuovo progetto musicale chiamato La Düsseldorf, con il quale raggiunse un buon successo (soprattutto con il secondo album, intitolato Viva). Negli anni novanta Dinger fondò invece gli La! Neu?, suo ultimo progetto musicale, e fece uscire altri due album dei Neu! intitolati Neu! 4 (registrazioni datate 1985-1986, periodo in cui i Neu! si riunirono) e Neu! '72 Live! (un album live del gruppo registrato durante un'esibizione del 1972).

## Morte
Klaus Dinger morì il 21 marzo 2008, tre giorni prima del suo 62º compleanno, per un'insufficienza cardiaca.

## Discografia

### Con i Kraftwerk
- 1970 - Kraftwerk

### Con i Neu!
- 1972 - Neu!
- 1973 - Neu! 2
- 1975 - Neu! '75
- 1995 - Neu! 4
- 1996 - Neu! '72 Live!

### Con i La Düsseldorf
- 1976 - La Düsseldorf
- 1978 - Viva
- 1981 - Individuellos

### Con i La! Neu?
- 1998 - Year of the Tiger
- Gold Regen (Gold Rain)